# Peel en Maas
Peel en Maas (Limburgsk: Pieël en Maas) er en kommune og en by, beliggende i den sydlige provins Limburg i Nederlandene. Kommunens areal er på 161,35 km², og indbyggertallet er på 43.363 pr. 1. april 2016.

## Kernerne
Peel en Maas Kommunen består af følgende landsbyer og bebyggelser der i 2010 er formet af fire forhenværende selvstændige kommuner:
| Helden - Beringe - Egchel - Grashoek - Helden - Koningslust - Panningen | Kessel - Kessel - Kessel-Eik | Maasbree - Baarlo - Maasbree | Meijel - Meijel |

## Galleri
- D'Erp Slot i Baarlo
- Slotsruin Keverberg (i Kessel)
- vue på Kessel (ved Maas)
- Onze-Lieve-Vrouw-van-Zeven-Kasteel